# Neotorularia tibetica
Neotorularia tibetica là một loài thực vật có hoa trong họ Cải. Loài này được (C.H. An) Z.X. An mô tả khoa học đầu tiên năm 1991.